# Paolo Pecora
Paolo Pecora (* 1949 in Reggio Calabria) ist ein italienischer Medienunternehmer und Filmregisseur.
Pecora gründete mit 18 Jahren die „Paolo Pecora Productions“, mit denen er Angebote im Film- und Fernsehbereich unterhält. Als Regisseur drehte er 1987 den halbprofessionellen Mafiafilm Faidà, der regionale Kinoeinsätze erhielt und zwei Jahre später La lucertola, der bereits elektronisch aufgenommen wurde und im Fernsehen sowie auf Videokassette veröffentlicht wurde.

## Filmografie
- 1987: Faidà
- 1989: La lucertola